# Mission d'observation des Nations unies en Irak et au Koweït
La mission d'observation des Nations unies en Irak et au Koweït (MONUIK/UNIKOM) est une force d'interposition mise en place en avril 1991 par la Résolution 687 du Conseil de sécurité des Nations unies pour établir une zone tampon entre l'Irak et le Koweït. Le mandat de MONUIK se termina le 16 octobre 2003 à la suite de la guerre d'Irak.

## Histoire
Le mandat de l'ONU prévoyait de surveiller la zone démilitarisée le long de la frontière entre l'Irak et le Koweït (d'une profondeur de 10 km en Irak et de 5 km au Koweït) à la suite de la guerre du Golfe, de retirer les munitions non explosées et de la déminer.
L'effectif maximal fut atteint le 28 février 1995 avec 1 187 personnes. Au moment de la retraite le 30 septembre 2003 il restait quatre observateurs militaires et 131 civils en place. Le Quartier Général se trouvait en Irak, à Umm Qasr et 18 membres de la mission périrent (dont un légionnaire français).
Les contributeurs furent l'Allemagne, l'Argentine, l'Autriche, le Bangladesh, la Chine, le Danemark, les États-Unis, les îles Fidji, la Finlande, la France, le Ghana, la Grèce, la Hongrie, l’Inde, l’Indonésie, l'Irlande, l'Italie, le Kenya, la Malaisie, le Nigeria, le Pakistan, la Pologne, la Roumanie, le Royaume-Uni, la Russie, le Sénégal, Singapour, la Suède, la Thaïlande, la Turquie, l'Uruguay et le Venezuela.

## Médaille de la MONUIK

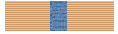
Ruban de la Médaille MONUIK

Le ruban de couleur sable comporte une bande centrale bleu ONU (4 mm). Cette médaille est décernée en reconnaissance de 90 jours de service à compter du 3 avril 1991.